# Огава, Аки
А́ки Ога́ва (яп. 小川亜希 Огава Аки, Aki Ogawa; род. 5 апреля 1975) — японская кёрлингистка на колясках.
В составе сборной Японии по кёрлингу на колясках участник зимних Паралимпийских игр 2010 (заняли пятое место). В составе смешанной парной сборной Японии по кёрлингу на колясках участник чемпионатов мира (лучший результат — чемпионы в 2025).
В «командном» кёрлинге на колясках (команда из четырёх человек) играет в основном на позиции второго.

## Достижения
- Чемпионат мира по кёрлингу на колясках среди смешанных пар: золото (2025).

## Команды
| Сезон                                                                      | Четвёртый       | Третий           | Второй        | Первый       | Запасной                               | Турниры                |
| -------------------------------------------------------------------------- | --------------- | ---------------- | ------------- | ------------ | -------------------------------------- | ---------------------- |
| 2009—10                                                                    | Ёдзи Накадзима  | Katsuo Ichikawa  | Takashi Hidai | Ayako Saitoh | Аки Огава тренер: Katsuji Uchibori     | ЗПИ 2010 (5 место)     |
| 2010—11                                                                    | Katsuo Ichikawa | Kazuyuki Mochiki | Аки Огава     | Ayako Saitoh | Ёдзи Накадзима тренер: Teruo Moriizumi | КЧМК 2010/11 (4 место) |
| 2011—12                                                                    | Ёдзи Накадзима  | Takashi Sakataya | Hiroshi Wachi | Аки Огава    | Ayako Saitoh тренер: Michiaki Saito    | КЧМК 2011/12 (8 место) |
| 2012—13                                                                    | Shiuchi Iijima  | Hiroshi Wachi    | Sadao Ogawa   | Ayako Saitoh | Аки Огава тренер: Michiaki Saito       | КЧМК 2012/13 (8 место) |
| Кёрлинг на колясках среди смешанных пар (wheelchair mixed doubles curling) |                 |                  |               |              |                                        |                        |
| 2023—24                                                                    | Аки Огава       | Ёдзи Накадзима   |               |              | тренеры: Akiko Iino, Eri Ogihara       | ЧМКСП 2024 (4 место)   |
| 2024—25                                                                    | Аки Огава       | Ёдзи Накадзима   |               |              | тренеры: Akiko Iino, Eri Ogihara       | ЧМКСП 2025             |

(скипы выделены полужирным шрифтом)